# Gli acchiappamostri (serie animata)
Gli acchiappamostri (The Strange Chores) è una serie animata australiana che è stata presentata in anteprima su ABC Me il 31 ottobre 2019. La serie è stata creata da Charlie Aspinwall e Daley Pearson, meglio noti per il loro lavoro su Bluey, ed è una coproduzione tra Ludo Studio e Media World Production.
La storia è incentrata su due eroi guerrieri adolescenti e una ragazza fantasma vivace che padroneggia le abilità di cui hanno bisogno per sostituire un vecchio cacciatore di mostri facendo le sue faccende soprannaturali.
Due adolescenti, Charlie e Pierce, scoprono che la casa del loro "vicino di casa" Old Man Helsing alla fine della loro strada è segretamente un portale per mondi soprannaturali. Helsing pensa che potrebbe diventare troppo vecchio per tutte le sue avventure, quindi permette loro di diventare i suoi apprendisti. Una maliziosa ragazza fantasma, Que, si unisce a loro nelle loro avventure mentre completano le faccende strane, bizzarre e talvolta terrificanti di Helsing.

## Personaggi e interpreti

### Personaggi principali
- Charlie, è un ragazzo considerato "cattivo" (come dice Pierce) e vuole diventare acchiappa mostri come Helsing. Doppiato da Michael Philippou in originale e da Simone Marzola in italiano.
- Pierce, è il miglior amico di Charlie (anche di Mister Dummy il suo pupazzo), è dolce, scettico e ha una passione per i selfie. Doppiato da Julian Dennison in originale e da Federico Viola in italiano.
- Que è una misteriosa e vivace ragazza fantasma, ha capelli blu e può trasformarsi per spaventare i mostri e può prendere il corpo delle persone. Doppiata da Charlotte Nicdao in originale e da Valentina Pallavicino in italiano.
- Helsing è un cacciatore di mostri di vecchia data che decide di accettare Charlie e Pierce come suoi apprendisti per fare le sue faccende. Doppiato da Nick Tate in originale e in italiano da Roberto Draghetti nella prima stagione e Paolo Marchese nella seconda stagione.
- Snorp è l'animale domestico di Helsing, ama il gelato e non sopporta i gatti.

### Mostri
- Dracula è un vampiro di colore pallido, nell'episodio "la notte di tregua", ha invitato i suoi amici vampiri al cinema e incontrano Helsing. In italiano è doppiato da Oreste Baldini
- Frank è un Bigfoot che detesta i telefoni.
- Witchy è una strega. In italiano è doppiata da Alessandra Chiari.

## Produzione
Gli acchiappamostri è prodotto interamente in Australia da Ludo Studio e Media World Production, con l'animazione fornita da 12Field Animation utilizzando Toon Boom Harmony. La produzione della prima stagione della serie è durata 95 settimane, tra cui oltre 5 000 scene, 400 piattaforme, 500 oggetti di scena e 3000 disegni di sfondo. Ludo mirava a un pubblico più grande per questo show (dagli 8 ai 12 anni) rispetto alla loro serie prescolare estremamente popolare Bluey.

## Episodi
| Stagioni         | Episodi | Prima TV Australia | Prima TV Italia |
| ---------------- | ------- | ------------------ | --------------- |
| Prima stagione   | 26      | 2019               | 2019            |
| Seconda stagione | 26      | 2022               | 2023            |
| Terza stagione   | 26      | 2024               | 2024            |

## Trasmissione
La prima stagione de Gli acchiappamostri è stata trasmessa in anteprima in Australia sul canale ABC Me dal 31 ottobre al 23 novembre 2019. L'episodio "Don't Trick or Tweet" è stato trasmesso in anteprima prima dei primi due episodi. Nel Regno Unito e in Irlanda, la serie è andata in onda su Pop a partire dal 1º novembre, un giorno dopo la prima australiana, mentre in Italia la serie viene trasmessa in anteprima sul canale televisivo Boing a partire dal 12 novembre 2019 e a giugno 2021 in Esclusiva sulla Piattaforma RaiPlay. La seconda stagione è stata rilasciata in Australia dal 24 giugno al 19 luglio 2022, mentre in Italia dal 10 al 31 gennaio 2023 su Boing.